# Шестаков В'ячеслав Павлович
В'ячеслав Павлович Шестаков (́нар. 20 жовтня 1935, Гайсин Вінницької області — пом. 20 квітня 2023, Тель-Авів, Ізраїль) — радянський та російський філософ, фахівець з філософії любові, естетик, культуролог і мистецтвознавець. Доктор філософських наук, професор. Завідувач сектору теорії мистецтва Російського інституту культурології  , за сумісництвом професор кафедри загальної історії мистецтв факультету історії мистецтва РДГУ . Заслужений працівник культури РФ. Член Спілки кінематографістів Росії. Видав понад 70 авторських монографій з естетики та історії мистецтва.

## Життєпис
Закінчив філософський факультет МДУ в 1957 році. Паралельно вивчав історію мистецтв на історичному факультеті. У 1958—1964 роках — старший науковий редактор редакції філософії видавництва «Радянська енциклопедія», брав участь у виданні «Філософської енциклопедії» у п'яти томах. Кандидат філософських наук (1963, дисертація «Теорії естетичного виховання у домарксистській філософії»).
Працював в Інституті художнього виховання АПН, Інституті мистецтвознавства (1971—1974), Інституті теорії та історії кіно (1974—1978), Інституті США та Канади (1978—1983). Доктор філософських наук (1974, дисертація «Вчення про гармонію в історії естетичної думки»). У 1983—1992 роках обіймав посаду завідувачу сектору естетики в Інституті теорії та історії мистецтв Академії мистецтв. Паралельно викладав естетику та теорію культури на кафедрі історії західноєвропейського мистецтва історичного факультету МДУ, у Державному інституті імені В. І. Сурикова.
У 1992—1993 роках обіймав посаду заїжджого професора в університеті міста Свонзі у Великій Британії. Читав лекції в Біркбек-коледжі Лондонського університету та в університеті Кембриджа.
У 2004—2014 році працював завідувачем сектором історії мистецтв Російського інституту культурології.   Паралельно з 2004 по 2019 роки викладав у РДГУ курс лекцій «Філософія культури». 
Головною темою філософських досліджень В'ячеслава Шестакова є вивчення історії естетики, її головних категорій та понять. Ці питання розкриваються у більшості книг. Він редактор та упорядник п'ятитомної «Історії естетики. Пам'ятники світової естетичної думки» (1962—1969), «Історії музичної естетики» у семи томах (1960—1981), двотомної антології «Естетика Ренесансу» (1981), двотомної книги «Ідеї естетичного виховання» (1973), «Трактат епохи Відродження» (1992).
Предметом його мистецтвознавчих робіт є російська культура Срібного віку. Їй присвячені книги про естетичну програму журналу «Світ мистецтва» (1998), антології «Російська літературна утопія» (1990), «Російський Ерос, або філософія кохання в Росії» (1991), видання робіт Миколи Бердяєва, Василя Розанова, Олексія Лосєва. Працював у бібліотеках та архівах університетів Оксфорда та Кембриджа, на матеріалах яких написав книги про видатних мислителів XX століття: Вінстона Черчилля як політика і художника, Людвіга Вітгенштейна, Мейнарда Кейнса, Рудольфа Арнхейма та Ернста Гомбріха.
Перекладач англійської поезії XX століття, яка побачила світ під назвою «Поезія туманного Альбіону. З англійської поезії XX століття» (БуксМарт, 2018). Праці В'ячеслава Шестакова перекладені англійською, італійською, польською, чеською, словацькою та китайською мовами.
Займався спортом: чемпіон Росії з підводного спорту. Грав у теніс. Автор першої російською мовою книги з тисячолітньої історії тенісу.

## Премії та нагороди
- Диплом Академії Мистецтв СРСР за видання двотомної книги «Естетика Ренесансу» (Мистецтво, 1981).
- Премія видавництва URSS 2000 року «за примноження інтелектуального багатства країни».

## Основні наукові праці
- Античная музыкальная эстетика (вступна стаття та збірка текстів А. Ф. Лосєва) — М.: Музыка, 1960.
- Проблемы эстетического воспитания. — М.: Высшая школа, 1962.
- История эстетических категорий. — М.: Искусство, 1965 (у співавторстві з Олексієм Лосєвим).
- Музыкальная эстетика западноевропейского средневековья и Возрождения. — М.: Музыка, 1966.
- Музыкальная эстетика стран Востока. — М.: Музыка, 1967.
- Музыкальная эстетика западной Европы XVII-XVIII веков. — М.: Музыка, 1971.
- Гармония как эстетическая категория — М.: Наука, 1973.
- От этоса к аффекту. История музыкальной эстетики. — М.: Музыка, 1975.
- Америка в зеркале экрана — М.: 1977.
- Очерки по истории эстетики: от Сократа до Гегеля. — М.: Мысль,1979.
- Музыкальная эстетика Германии XIX века, в 2-х томах (у співавторстві з А. В. Михайловим). — М.: Музыка, 1981, 1982.
- Эстетические категории. Опыт исторического и систематического исследования. — М.: Искусство, 1983.
- Мифология XX века. Теория и практика массовой культуры. — М.: Искусство,1988.
- Transformation of Eros. Philosophy of Love and European art. — Edwin Mellon Press, 1996.
- Эсхатология и утопия. Очерки русской философии и культуры. — М.: Владос, 1995.
- Америка извне и изнутри. Очерки американской культуры и национального характера. — М.: Духовное возрождение, 1996.
- Мой Шекспир. Гуманистические темы в творчестве Шекспира. — М.: Славянский диалог, 1998.
- Искусство и мир в «Мире искусства». — М.: Славянский диалог, 1998.
- Эрос и культура. Философия любви и европейское искусство. — М.: Республика. 1999.
- Английский акцент. Английское искусство и национальный характер. — М.: РГГУ, 2000.
- Генри Фюзели: Дневные мечты и ночные кошмары. — М.: Прогресс-Традиция, 2002.
- Уистен Оден. Лабиринт. Перевод, предисловие и комментарии. — М.: Летний сад, 2003.
- Интеллектуальная история Кембриджа. — М.: РИК, 2004.
- Гиллрей и другие. Золотой век английской карикатуры. — М.: РГГУ, 2004.
- Прерафаэлиты: мечты о красоте. — М.: Прогресс-Традиция. 2004.
- Трагедия изгнания. Судьба Венской школы истории искусства. — М.: Галарт, 2005.
- Интеллектуальная биография Эрнста Гомбриха, — М.: РГГУ, 2006
- Философия и культура эпохи Возрождения. Рассвет Европы. СПб.: Нестор-История, 2007.
- А прошлое ясней, ясней, ясней (Воспоминания шестидесятника). — СПб.: Нестор-История, 2008.
- Русские в британских университетах: опыт интеллектуальной истории и культурного обмена. — СПб.: Нестор-История, 2009.
- История английского искусства: От средних веков до наших дней. — М.: Галарт, 2010.
- Оксфорд и Кембридж — старейшие университеты мира. — М.: URSS, 2011.
- Уинстон Черчилль. Интеллектуальный портрет. — М.: Форум, 2011.
- Тайное очарование прерафаэлитов. — М.: Белый город. 2011.
- История американского искусства: в поисках национальной идентичности. — М.: Рип-холдинг. 2013.
- England, my England. View from Moscow. — \Saarbrucken.: LAMBERT Academic Publishing, 2014.
- Гештальт и искусство. Психология искусства Рудольфа Арнхейма. — СПб.: Алетейя, 2014.
- Джон Мейнард Кейнс и судьба европейского интеллектуализма. — СПб.: Алетейя, 2015.
- Подъёмы и падения интеллектуализма в России. Мои воспоминания. — СПб.: Нестор-История, 2015.
- Русский Серебряный век: запоздавший Ренессанс. — СПб.: Алетейя, 2017.
- Анатомия английского юмора. — М.: БуксМарт, 2017.
- Людвиг Витгенштейн в Кембридже и России. — М.: URSS, 2017.
- Бытовая культура итальянского Возрождения. — М.: URSS, 2017.
- Поэзия туманного Альбиона. Из английской поэзии XX века. Составление, предисловие и перевод. Билингва. — М.: БуксМарт, 2018.
- Теннис в зеркале искусства. — М.: БуксМарт, 2018. Англ. перевод — Tennis in the Mirror of Art. BooksMart, 2018.
- Русский религиозно-философский Ренессанс. — М. URSS, 2019. — ISBN 978-5-9710-6672-9
- История истории искусства. — М.: URSS, 2020.
- Психология искусства Рудольфа Арнхейма. — СПб.: Алетейя, 2020.
- Эстетика Ренессанса. Антология в 2-х томах. — М.: Юрайт, 2022 (1-е издание — М.: Искусство, 1980—1981).
- Уинстон Черчилль: Политик. Писатель. Художник. СПб.: Нестор-История. 2022 (1-ше видання Уинстон Черчилль: между парламентом и палитрой. — СПб.: Алетейя. 2014).
- История музыкальной эстетики от Античности до наших дней. — СПб.: Композитор, 2022 (розширений та перероблений варіант книги: «Від етосу до афекту. Історія музичної естетики». — М.: Музыка, 1975).